# 没庐·赤玛类
没庐·赤玛类（藏語：འབྲོ་ཟ་ཁྲི་མ་ལོད།，威利转写：vBro Khri ma lod，THL：Dro Trimalo；？—712年），《旧唐书》作没禄氏，是吐蕃帝国的一位赞蒙（王后），为芒松芒赞的妻子。她也是吐蕃在676年至689年期间的实际统治者。
出生在没庐氏家族，该家族原为吐蕃十二小邦鲁吉米巴王的家臣，后成为茹拉上部千户，领地在象雄的仲巴拉孜一带，为当地的一大氏族。赤玛类是赞普杜松芒波杰的母亲。676年，芒松芒赞病逝，年幼的杜松芒波杰继位。当时唐与吐蕃战争正进行的十分激烈，执政的噶尔氏一族都带兵在外，境内各地贵族起兵叛乱。为填补权力的真空，杜松芒波杰的母亲没庐·赤玛类摄政，停止了对唐朝的进攻，召噶尔·赞悉若多布（赞悉若）、噶尔·钦陵赞卓（论钦陵）等人回朝，平定各地的叛乱。吐蕃一直向唐朝隐瞒芒松芒赞的死讯，直到679年局势稳定为止。
噶尔氏一族在对外战争中威望不断提高，甚至超过了赞普。698年，杜松芒波杰发兵诛杀了论钦陵，对噶尔氏一族展开清洗。704年，杜松芒波杰逝世，年幼的王子赤德祖赞（尺带珠丹）继位，赤玛类以祖母的身份再度摄政。710年，赤玛类派使者前往唐朝请求和亲，唐中宗将自己的养女金城公主嫁给了赤德祖赞。712年，赤玛类病逝，由大相韦·乞力徐尚年（汉文文献作“乞力徐”）摄政。